# Agnapha rufosignata
Agnapha rufosignata är en insektsart som beskrevs av Bolívar, I. 1902. Agnapha rufosignata ingår i släktet Agnapha och familjen vårtbitare. Inga underarter finns listade i Catalogue of Life.